# Iisalmi
Iisalmi (suédois : Idensalmi) est une municipalité du centre-est de la Finlande, dans la région de Savonie du Nord.

## Géographie

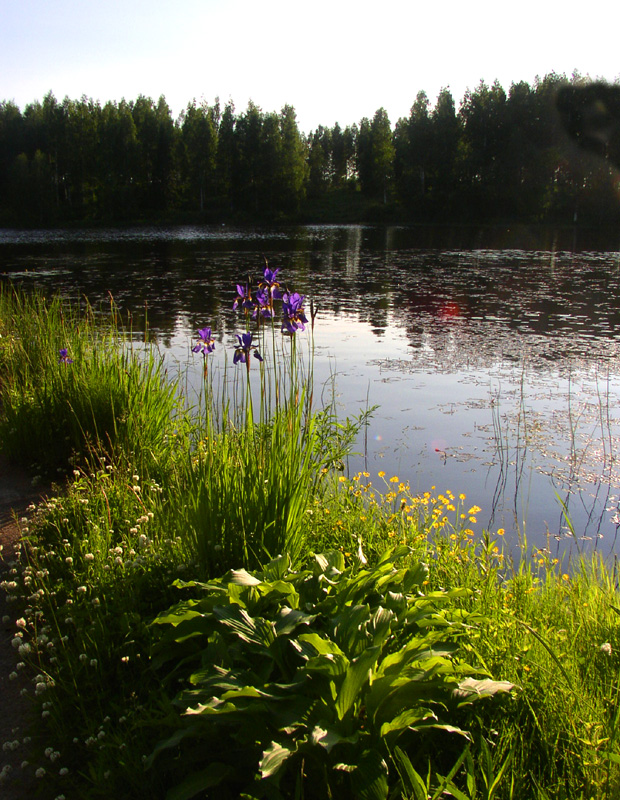
Lac Porovesi.

Située au bord du lac Porovesi, la ville a relativement bien enrayé l'exode rural, perdant actuellement moins de 100 habitants par an. Elle joue le rôle de centre commercial et administratif pour le nord de la région, contrepoids local à l'influence de Kuopio.
Iisalmi compte 111 lacs dont les plus étendus sont l'Onkivesi, l'Haapajärvi, le Porovesi et le Nerkoonjärvi.
La municipalité est entourée, dans le sens des aiguilles d'une montre, par les communes de : Vieremä (au nord), Sonkajärvi, Lapinlahti, Maaninka, Pielavesi, et Kiuruvesi.

## Démographie
Depuis 1980, l'évolution démographique d'Iisalmi est la suivante, :
| Année      | 1980   | 1985   | 1990   | 1995   | 2000   | 2005   |
| ---------- | ------ | ------ | ------ | ------ | ------ | ------ |
| population | 22 648 | 23 612 | 23 979 | 24 042 | 23 113 | 22 482 |

| Année      | 2010   | 2015   | 2020   |
| ---------- | ------ | ------ | ------ |
| population | 22 095 | 22 083 | 21 374 |

## Histoire
La paroisse est fondée en 1627 dans une région peu peuplée.
À proximité immédiate de ce qui n'est encore qu'un gros bourg agricole, se tient en le 27 octobre 1808 la bataille de Koljonvirta, ou de Virta bro en suédois. C'est une des plus importantes batailles de la guerre de Finlande. Les Russes, bien que combattant à 4 contre 1, sont battus. Ce sera la dernière victoire suédoise sur le sol finlandais, la guerre s'achevant quelques mois plus tard par la cession de la Finlande à l'empire russe.

## Administration

### Conseil municipal
Les 43 conseillers municipaux sont répartis comme suit:
| Parti                            | Parti                              | Sièges 2021–2025 |
| -------------------------------- | ---------------------------------- | ---------------- |
|                                  | Parti social-démocrate de Finlande | 7                |
|                                  | Vrais Finlandais                   | 7                |
|                                  | Parti de la Coalition nationale    | 7                |
|                                  | Parti du centre                    | 13               |
|                                  | Ligue verte                        | 3                |
|                                  | Alliance de gauche                 | 4                |
|                                  | Chrétiens-démocrates               | 2                |
| Sources : tulospalvelu.vaalit.fi |                                    |                  |

### Quartiers et villages
Ahmo, Huotari, Haapasaari, Hernejärvi, Iisalmi, Jokela, Jordan, Kangas, Kangaslampi, Kihmula, Kilpisaari, Kirma, Kirkonsalmi, Kotikylä, Kurenpolvi, Kääriänsaari, Lappetelä, Lintukylä, Luuniemi, Makkaralahti, Marjahaka, Nerkoo, Nerkoonniemi, Niemisjärvi, Ohenmäki, Paloinen, Pappila, Partala, Peltosalmi, Pihlajaharju, Pitolamminmäki, Porosuo, Porovesi, Pölönmäki, Pöllösenlahti, Pörsänmäki, Rohmula, Ruotaanlahti, Runni, Ruotaanmäki, Ryhälänmäki, Sankariniemi, Savipelto, Soinlahti, Sourunsalo, Touhula, Ulmala, Valkeamäki, Varpanen, Vieremäjärvi, Viitaa.

## Transports
Iisalmi est traversée par la nationale 5 (Heinola-Sodankylä), la route nationale 27 (Kalajoki-Iisalmi) et la  (Iisalmi-Nurmes).
Iisalmi est traversée par la  (Ahmo–Iisalmi–Soinlahti), la  (Pielavesi–Iisalmi) et la  (Iisalmi).

## Économie
Les sociétés Olvi, dernière grande brasserie indépendante de Finlande, ainsi que Genelec, constructeur d'enceintes actives, sont basées à Iisalmi.

### Principales entreprises
En 2021, les principales entreprises de Iisalmi par chiffre d'affaires sont :
| Société                         | C.A.   |
| ------------------------------- | ------ |
| Olvi Oyj                        | 157 M€ |
| Normet Oy                       | 112 M€ |
| Iisalmen Sahat Oy Metsäkonttori | 48 M€  |
| Genelec Oy                      | 33 M€  |
| Profile Vehicles Oy             | 31 M€  |
| vannetukku.fi Iisalmi           | 29 M€  |
| LH-Osa Oy                       | 17 M€  |
| Pohjolan Matka                  | 17 M€  |
| K-Citymarket Iisalmi            | 16 M€  |
| Savon Laaturakennus Oy          | 14 M€  |

### Employeurs
En 2021, les plus importants employeurs privés de Iisalmi sont:
| Employeur                       | Employés |
| ------------------------------- | -------- |
| Olvi Oyj                        | 796      |
| Normet Oy                       | 417      |
| Genelec Oy                      | 190      |
| Profile Vehicles Oy             | 161      |
| Pohjolan Matka                  | 125      |
| Suomivalimo Oy                  | 116      |
| vannetukku.fi Iisalmi           | 82       |
| Kuljetus Kari Rönkkö Oy         | 71       |
| Timaco Oy                       | 70       |
| Iisalmen Sahat Oy Metsäkonttori | 65       |

## Villes jumelles
| Ville | Ville            | Pays | Pays      |
| ----- | ---------------- | ---- | --------- |
|       | Guldborgsund     |      | Danemark  |
|       | Lunebourg        |      | Allemagne |
|       | Notodden         |      | Norvège   |
|       | Nyköping         |      | Suède     |
|       | Nykøbing Falster |      | Danemark  |
|       | Pécel            |      | Hongrie   |
|       | raïon de Kirichi |      | Russie    |
|       | Võru             |      | Estonie   |

## Galerie

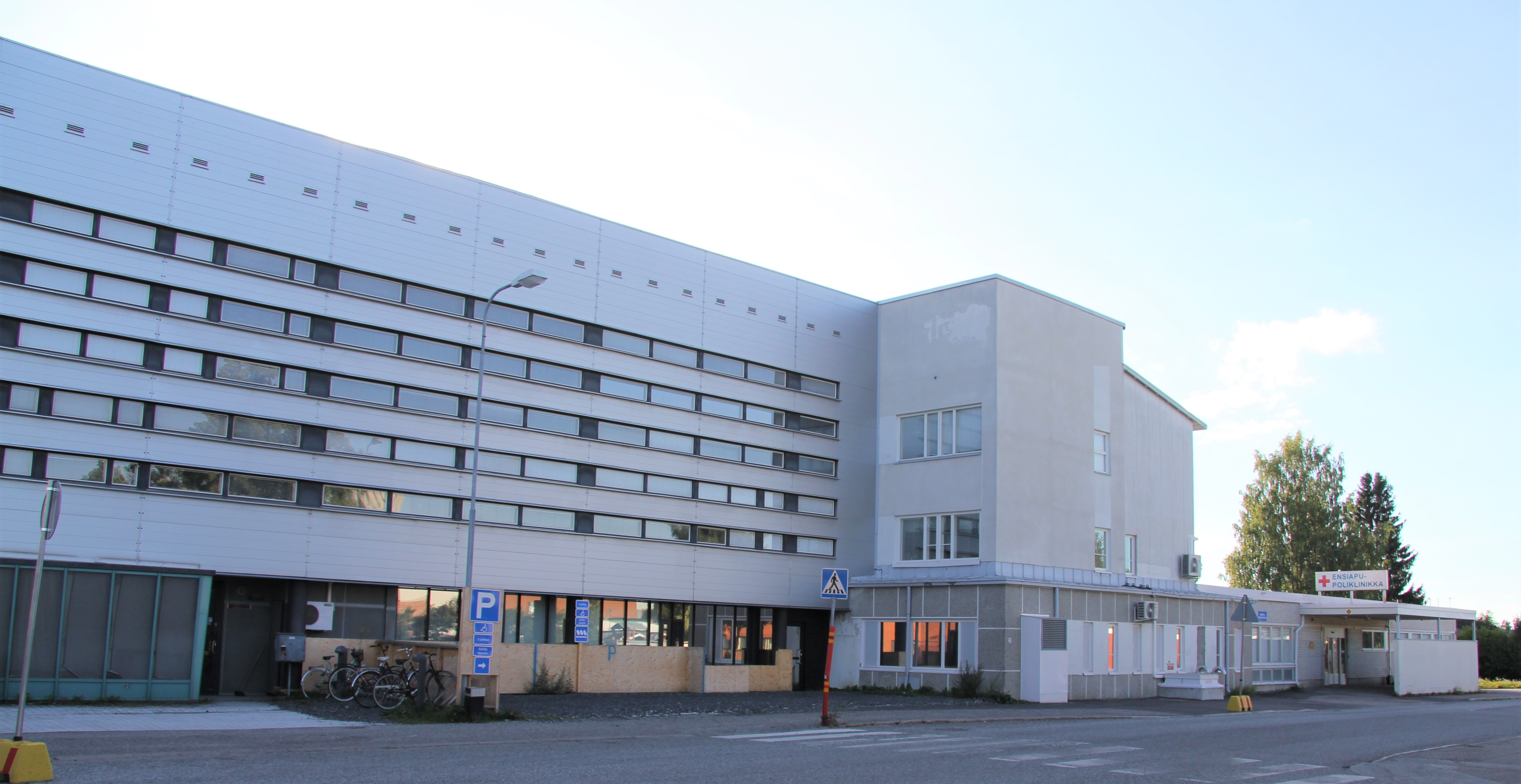
Hôpital d'Iisalmi.
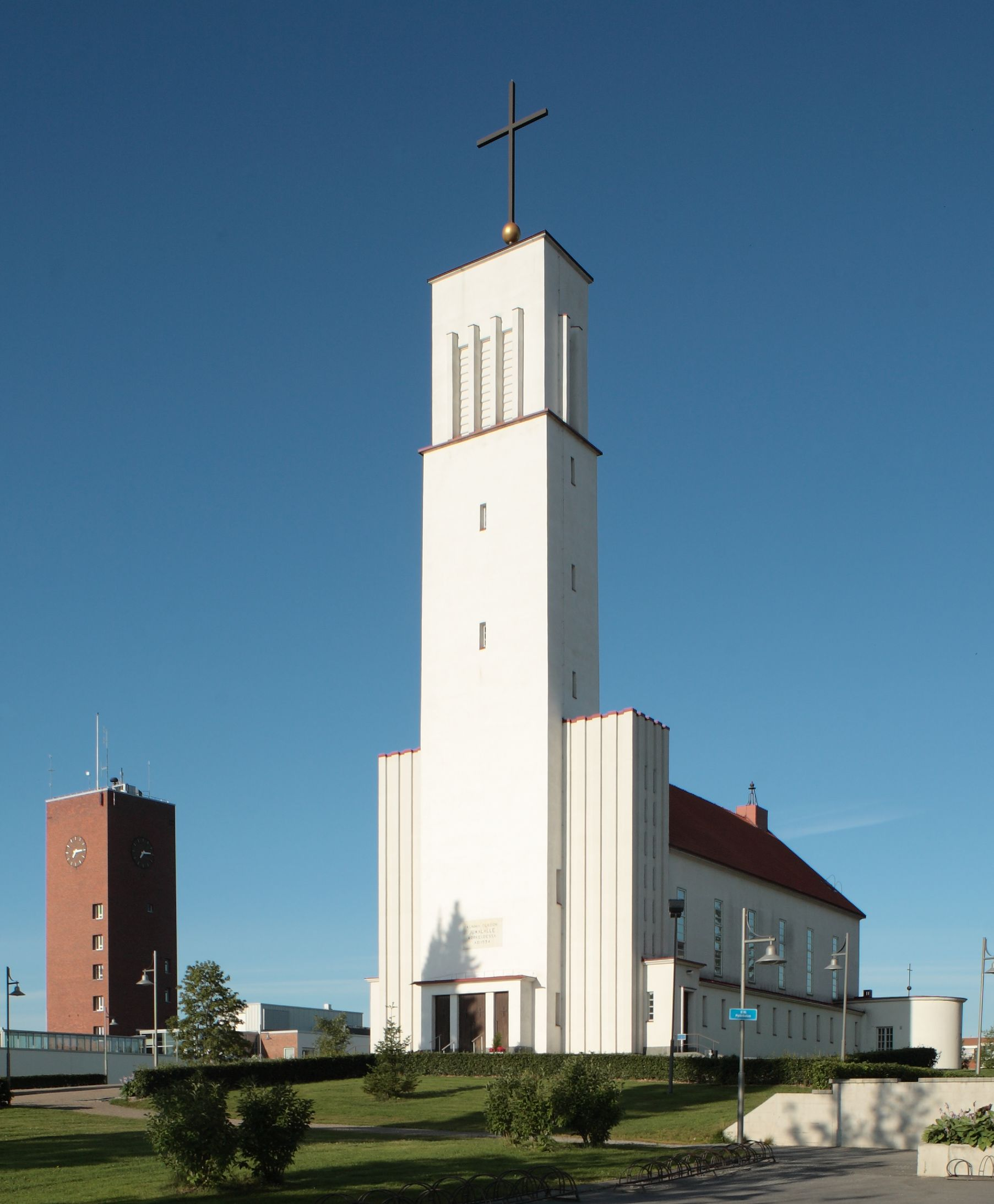
Nouvelle église d'Iisalmi.
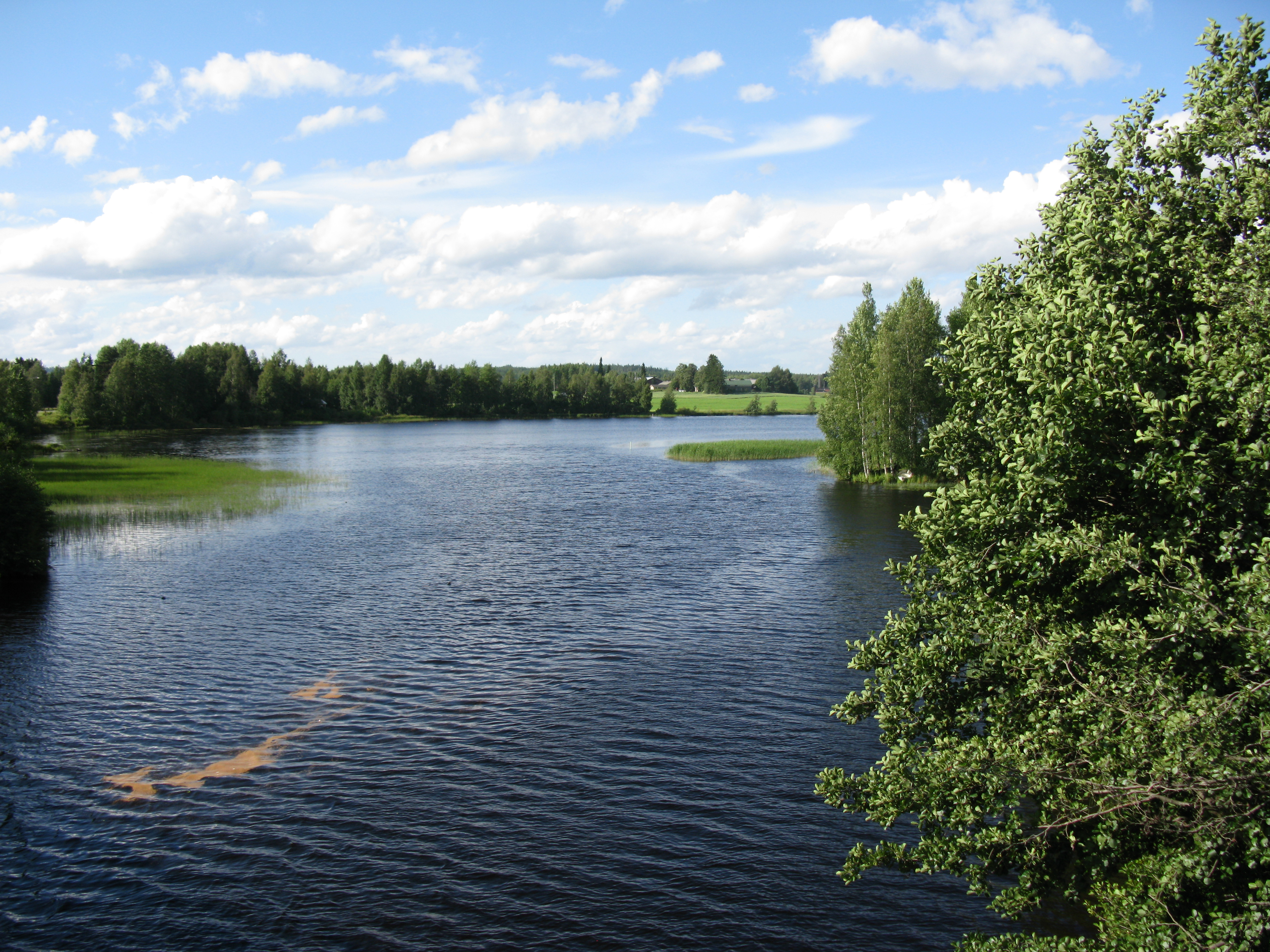
Le détroit de Koljonvirta à Iisalmi.
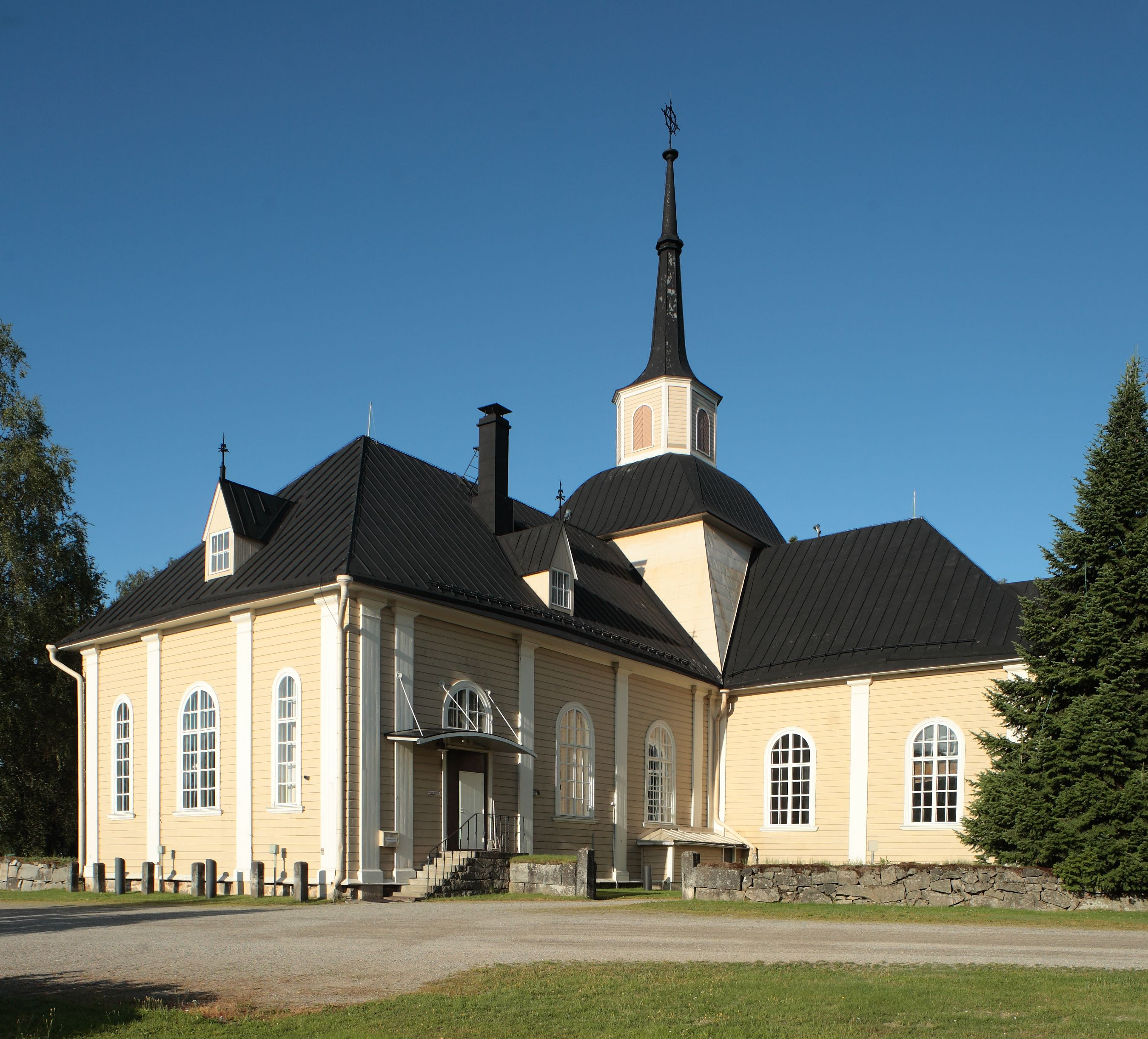
Église Gustave Adolphe d’Iisalmi.
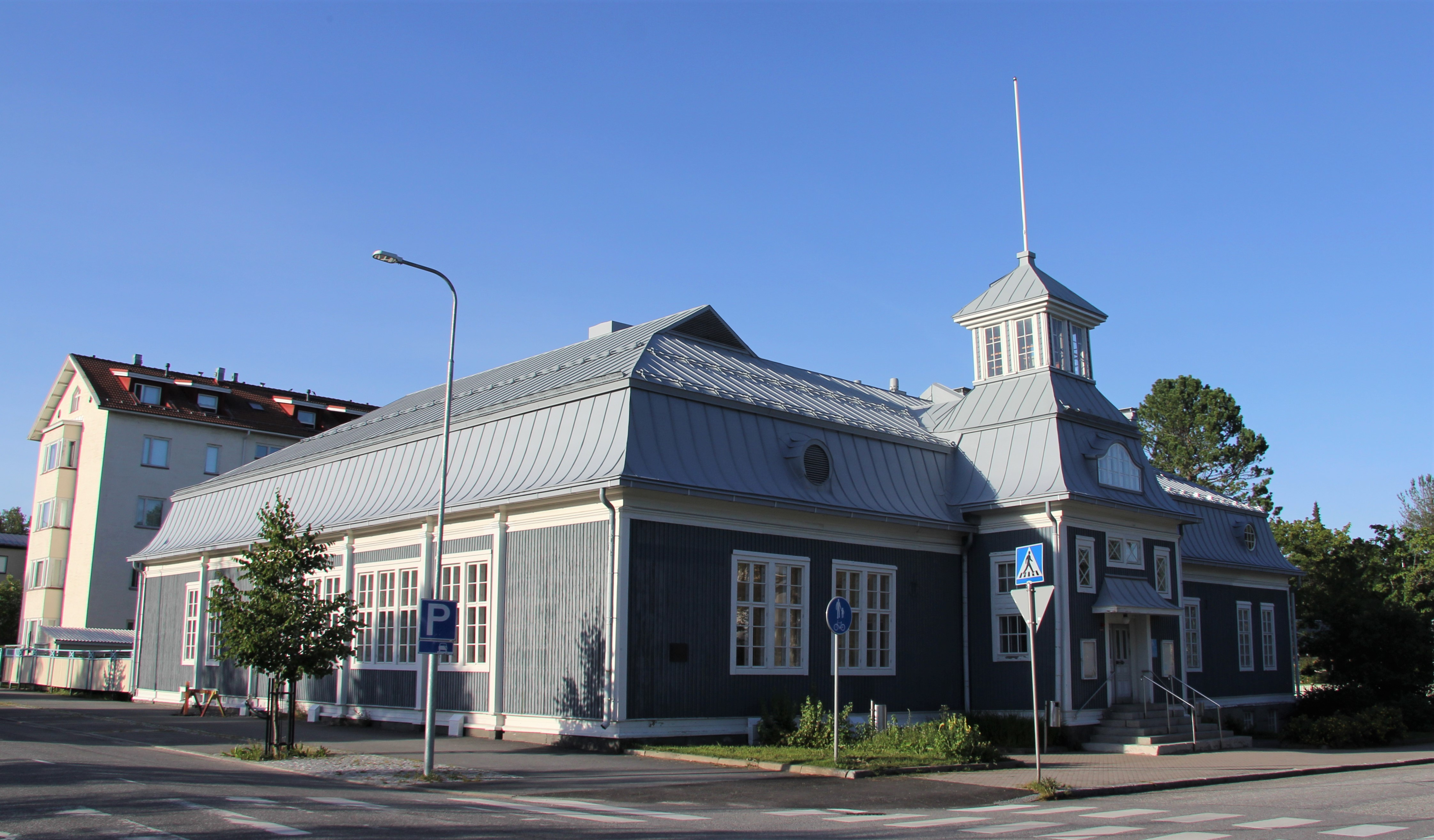
Maison des jeunes d'Iisalmi.
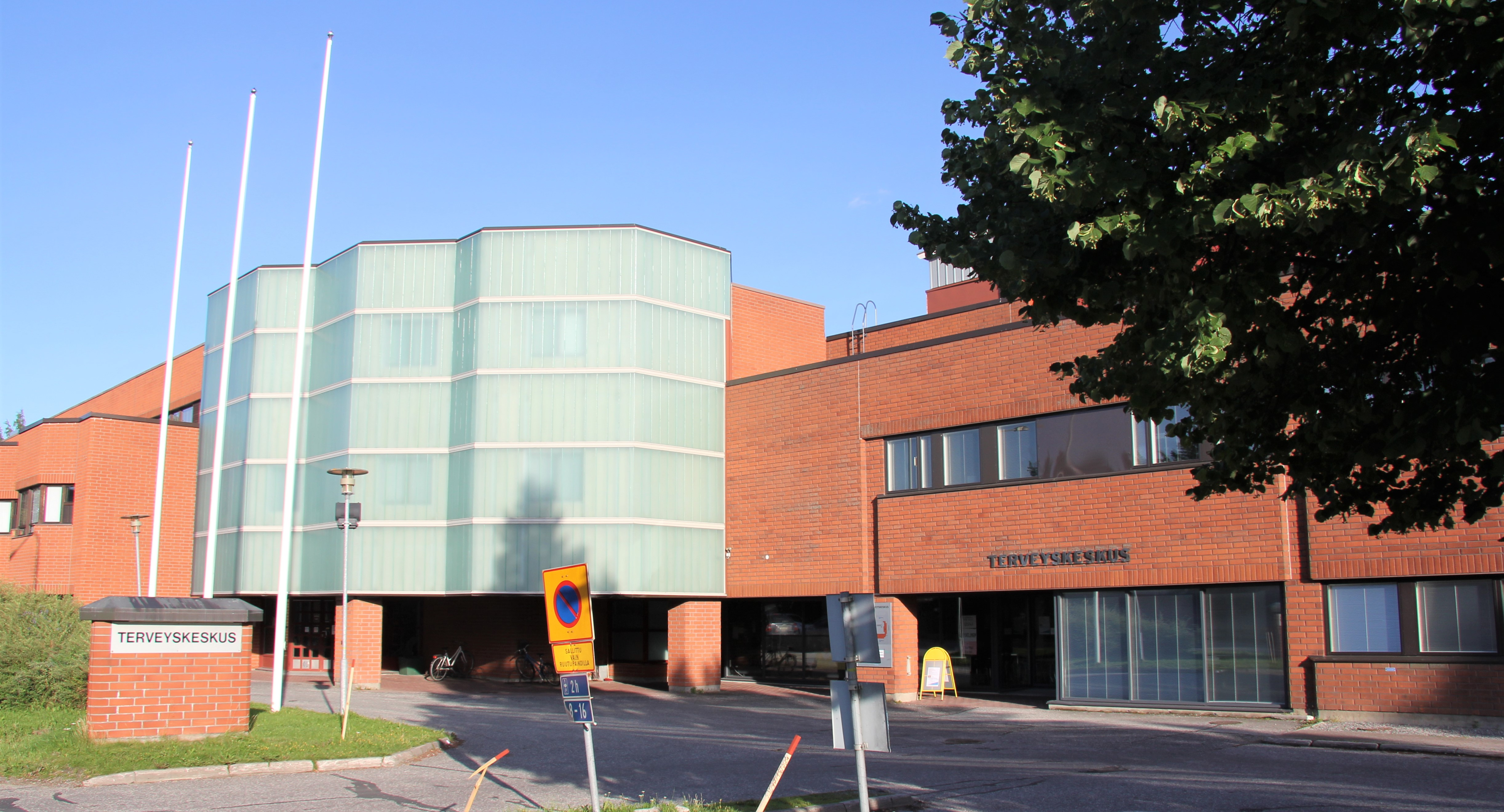
Centre de santé.
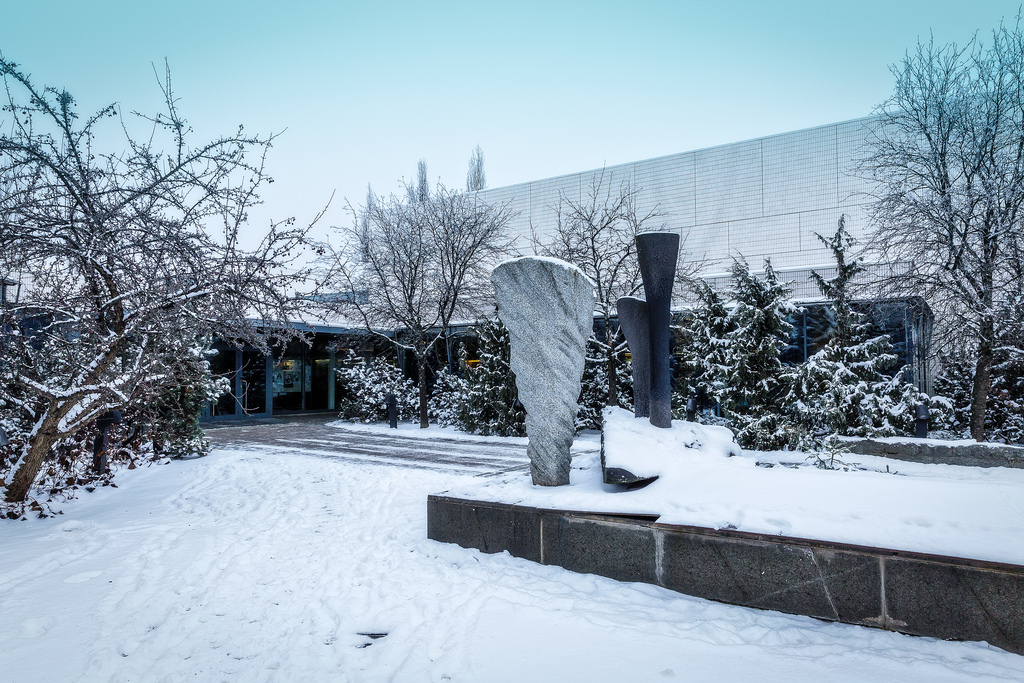
Centre culturel d'Iisalmi.

## Personnalités liées à Iisalmi
- Petri Makkonen (°1967), compositeur ;
- Alli Nissinen (1866-1926), femme politique, y est née.